# Phillip Johnston
Phillip Johnston (Chicago, 22 januari 1955) is een Amerikaanse saxofonist in de avant-gardejazz, en filmcomponist.

## Biografie
Johnston groeide op in New York. In de jaren 70 ontmoette hij musici als John Zorn, Joel Forrester, Dave Hofstra en Eugene Chadbourne. In 1980 vestigde hij zich in New York en begon daarna verschillende groepen: The Public Servants (met Shelley Hirsch) en The Microscopic Septet, met o.m. Zorn en  Forrester). Laatstgenoemde groep combineerde moderne ideeën met bigband en swing. Na enkele inactieve jaren kwam hij in 1992 terug in de jazz, met de groep Big Trouble. Met bandleden als Hofstra en Marcus Rojas nam hij voor het platenlabel Black Saint een reeks avantgarde-jazzplaten op. Hij was ook medeleider en sideman voor andere musici (Mikel Rouse, Kitty Brazelton, Bobby Radcliff). Tevens ging hij componeren voor film (waaronder stomme films), theater en dans. Filmmuziek van hem verscheen op het album "Film Works" (uitgekomen op Zorn's label Tzadik).
Johnston werkte samen met Gary Lucas (muziek van Captain Beefheart) en de accordeonist Guy Klucevsek.
In 2005 vestigde hij zich met echtgenote Hilary Bell en hun kinderen in Sydney, Australië. Hij werkt hier, maar gaat geregeld naar New York en Europa voor optredens en opnames.
Hij geeft les in de geschiedenis van de filmmuziek aan het Australian Institute of Music.

## Discografie

### Als leider
- Rub Me the Wrong Way (Innova, 2004)[5]
- Music for Films (Tzadik, 1998)

Big Trouble
- Big Trouble (Black Saint, 1993)
- Flood at the Ant Farm (Black Saint, 1996)
- The Unknown (Avant, 1999)

The Transparent Quartet
- The Needless Kiss (Koch Jazz, 1998)
- The Merry Frolics of Satan (Koch Jazz, 1999)
- Page of Madness (Asynchronous, 2009)

### Als mede-leider
The Microscopic Septet
- Take the Z Train (Press, 1983)
- Let's Flip! (Osmosis, 1984)
- Off Beat Glory (Osmosis, 1986)
- Beauty Based on Science (Stash, 1993)
- Seven Men in Neckties: The History of the Micros, Vol. 1 (Cuneiform, 2006)[6]
- Surrealistic Swing: The History of the Micros, Vol. 2 (Cuneiform, 2006)
- Lobster Leaps In (Cuneiform, 2008)
- Friday the 13th: The Micros Play Monk (Cuneiform, 2010)

Fast 'N' Bulbous
- Pork Chop Blue Around the Rind (Cuneiform, 2005)
- Waxed Oop (Cuneiform, 2009)

The Spokes
- Not So Fast (Strudelmedia, 2011)[7]

SNAP
- Boggy Creek Bop (Rufus, 2010)[8]

Joel Forrester/Phillip Johnston
- Live at the Hillside (Asynchronous, 2011)

Guy Klucevsek/Phillip Johnston
- Tales from the Cryptic (Winter & Winter, 2003)[9]

## Filmografie
- 1984 Committed (regie Lynne Tillman en Sheila McLaughlin.
- 1986 Paradise (alleen de songs) (regie Doris Dörrie
- 1987 When, If Not Now (idem) (regie Michael Jüncker
- 1988 How To Be Louise (regie Ann Flournoy)
- 1988 What Then (regie John Inwood)
- 1989 Geld dir. (regie Doris Dörrie)
- 1992 Money Man (regie Philip Haas)
- 1992 The Clean Up (regie Jane Weinstock)
- 1993 The Music of Chance (regie Philip Haas)
- 1994 Umbrellas (regie Henry Corra/Graham Weinbren/Albert Maysles)
- 1996 Faithful (regie Paul Mazursky)
- 2000 Sana Que Sana (regie. Ron Daniels)
- 2001 Mackenheim (regie Adam Barr)
- 2004 Frames (regie Henry Corra & Charlene Rule) (als orkestleider en supervisor)
- 2007 Stolen Life (regie Jackie Turnure/Peter Rasmussen)
- 2008 Noise (regie. Henry Bean)
- 2010 Mr. Sin: The Abe Saffron Story (regie Hugh Piper)

## Stomme films
- 1993 The Unknown (1927, regie Tod Browning)
- 1997 The Georges Méliès Project (1899-1909)
- 1998 Page of Madness (1926, regie Teinosuke Kinugasa)
- 2003 Faust (1926, regie F.W. Murnau)
- 2013 The Adventures of Prince Achmed (1926, Lotte Reineger)